# Torneo Argentino A 2003-04
El Torneo Argentino A 2003-04 fue la novena edición de este torneo, correspondiente a la tercera división del fútbol argentino. Se desarrolló, entre el 24 de agosto de 2003, con el inicio de la Torneo Apertura, y el 20 de junio de 2004, con la disputa del partido de vuelta por las promociones.
En ella participaron veinte equipos, provenientes de diez provincias.

## Modo de disputa
El Torneo Argentino A edición 2003-04 constó de dos campeonatos (Apertura y Clausura) y con un formato de 20 equipos, divididos en 4 zonas. Cada equipo se enfrentaba con los otros de su zona, y el equipo que no tenía rival (dado que de 5 equipos, 4 podrían jugar entre sí), se enfrentaba con el equipo libre de la otra zona más cercana, de tal modo que se enfrentaban equipos de las zonas "centro" y "norte" y se enfrentaban equipos de las zonas "cuyo" y "sur". Estos encuentros también contabilizaban en la tabla del grupo, y cada equipo jugaba contra cada rival dos veces, una de local y otra de visitante.
Una vez que finalizaban las 10 fechas, los dos mejores equipos de la tabla de grupo avanzaban a la siguiente instancia, mientras que los otros tres quedaban fuera de competencia. En la segunda instancia, se enfrentaban los 8 mejores equipos, por cercanía geográfica, en duelos de ida y vuelta a eliminación directa, resultando finalmente un campeón.
Una vez finalizado el Apertura y el Clausura, se jugó la final del torneo, entre ambos campeones, donde el equipo que ganó, obtuvo el ascenso directo, mientras que el perdedor, debió disputar la promoción, contra el equipo del Nacional B.
Para determinar los descensos, se confeccionó una tabla sumatoria de ambas fases regulares del torneo, donde los dos peores equipos perdieron la categoría, mientras los dos que los antecedían debieron jugar el encuentro de promoción contra equipos del Argentino B.

## Equipos participantes

### Distribución geográfica
| Región                    | Equipos |
| ------------------------- | ------- |
| Provincia de Buenos Aires | 4       |
| Provincia del Chubut      | 1       |
| Provincia de Córdoba      | 2       |
| Provincia de Formosa      | 1       |
| Provincia de Mendoza      | 3       |
| Provincia de Río Negro    | 1       |
| Provincia de Salta        | 1       |
| Provincia de San Luis     | 1       |
| Provincia de Santa Fe     | 2       |
| Provincia de Tucumán      | 3       |
| Total                     | 20      |

### Equipos
| Grupo       | Club                    | Ciudad                | Provincia    | Liga de Origen                  |
| ----------- | ----------------------- | --------------------- | ------------ | ------------------------------- |
| Zona Sur    | Villa Mitre             | Bahía Blanca          | Buenos Aires | Liga del Sur                    |
| Zona Sur    | Aldosivi                | Mar del Plata         | Buenos Aires | Liga Marplatense de fútbol      |
| Zona Sur    | Douglas Haig            | Pergamino             | Buenos Aires | Liga de fútbol Pergamino        |
| Zona Sur    | Guillermo Brown         | Puerto Madryn         | Chubut       | Liga de fútbol Valle del Chubut |
| Zona Sur    | Almirante Brown (A)     | Arrecifes             | Buenos Aires | Liga de fútbol de Arrecifes     |
| Zona Cuyo   | Luján de Cuyo           | Luján de Cuyo         | Mendoza      | Liga Mendocina de fútbol        |
| Zona Cuyo   | Cipolletti              | Cipolletti            | Río Negro    | Liga Deportiva Confluencia      |
| Zona Cuyo   | Independiente Rivadavia | Mendoza               | Mendoza      | Liga Mendocina de fútbol        |
| Zona Cuyo   | Juventud Unida (SL)     | San Luis              | San Luis     | Liga Sanluiseña de fútbol       |
| Zona Cuyo   | Gimnasia y Esgrima (M)  | Mendoza               | Mendoza      | Liga Mendocina de fútbol        |
| Zona Centro | Racing (C)              | Córdoba               | Córdoba      | Liga Cordobesa de Fútbol        |
| Zona Centro | General Paz Juniors     | Córdoba               | Córdoba      | Liga Cordobesa de Fútbol        |
| Zona Centro | 13 de Junio             | Pirané                | Formosa      | Liga Piranense de fútbol        |
| Zona Centro | Unión (S)               | Sunchales             | Santa Fe     | Liga Rafaelina de fútbol        |
| Zona Centro | Ben Hur                 | Rafaela               | Santa Fe     | Liga Rafaelina de fútbol        |
| Zona Norte  | Atlético Tucumán        | San Miguel de Tucumán | Tucumán      | Liga Tucumana de Fútbol         |
| Zona Norte  | Talleres (P)            | Perico                | Jujuy        | Liga Jujeña de Fútbol           |
| Zona Norte  | Ñuñorco                 | Monteros              | Tucumán      | Liga Tucumana de Fútbol         |
| Zona Norte  | La Florida              | La Florida            | Tucumán      | Liga Tucumana de Fútbol         |
| Zona Norte  | Gimnasia y Tiro (S)     | Salta                 | Salta        | Liga Salteña de Fútbol          |

## Torneo Apertura

### Primera fase

#### Zonas Sur y Cuyo
| Equipo          | Pts | PJ | PG | PE | PP | GF | GC | Dif |
| --------------- | --- | -- | -- | -- | -- | -- | -- | --- |
| Villa Mitre     | 19  | 10 | 6  | 1  | 3  | 19 | 14 | 5   |
| Aldosivi        | 18  | 10 | 5  | 3  | 2  | 19 | 10 | 9   |
| Douglas Haig    | 17  | 10 | 5  | 2  | 3  | 11 | 8  | 3   |
| Guillermo Brown | 10  | 10 | 2  | 4  | 4  | 11 | 14 | -3  |
| Almirante Brown | 0   | 10 | 0  | 0  | 10 | 2  | 27 | -25 |

| Equipo                  | Pts | PJ | PG | PE | PP | GF | GC | Dif |
| ----------------------- | --- | -- | -- | -- | -- | -- | -- | --- |
| Luján de Cuyo           | 21  | 10 | 6  | 3  | 1  | 24 | 11 | 13  |
| Cipolletti              | 18  | 10 | 5  | 3  | 2  | 16 | 15 | 1   |
| Independiente Rivadavia | 15  | 10 | 4  | 3  | 3  | 18 | 14 | 4   |
| Juventud Unida          | 10  | 10 | 2  | 4  | 4  | 14 | 16 | -2  |
| Gimnasia y Esgrima      | 9   | 10 | 2  | 3  | 5  | 12 | 17 | -5  |

| Clasificado para la próxima fase |

| Grupo Zona Sur  |
| Grupo Zona Cuyo |
| Interzonal      |

| Villa Mitre             | 3 - 0 | Guillermo Brown    |
| Aldosivi                | 5 - 1 | Almirante Brown    |
| Independiente Rivadavia | 1 - 1 | Luján de Cuyo      |
| Juventud Unida          | 0 - 0 | Cipolletti         |
| Douglas Haig            | 0 - 0 | Gimnasia y Esgrima |

| Guillermo Brown    | 2 - 2 | Villa Mitre             |
| Almirante Brown    | 0 - 3 | Aldosivi                |
| Luján de Cuyo      | 2 - 1 | Independiente Rivadavia |
| Cipolletti         | 2 - 2 | Juventud Unida          |
| Gimnasia y Esgrima | 2 - 0 | Douglas Haig            |

| Guillermo Brown         | 0 - 0 | Douglas Haig       |
| Almirante Brown         | 0 - 3 | Villa Mitre        |
| Cipolletti              | 2 - 1 | Gimnasia y Esgrima |
| Luján de Cuyo           | 3 - 0 | Juventud Unida     |
| Independiente Rivadavia | 0 - 1 | Aldosivi           |

| Villa Mitre        | 2 - 0 | Almirante Brown         |
| Douglas Haig       | 3 - 1 | Guillermo Brown         |
| Juventud Unida     | 2 - 2 | Luján de Cuyo           |
| Gimnasia y Esgrima | 2 - 2 | Cipolletti              |
| Aldosivi           | 1 - 1 | Independiente Rivadavia |

| Villa Mitre        | 3 - 1 | Aldosivi                |
| Douglas Haig       | 2 - 0 | Almirante Brown         |
| Juventud Unida     | 2 - 2 | Independiente Rivadavia |
| Gimnasia y Esgrima | 1 - 1 | Luján de Cuyo           |
| Guillermo Brown    | 0 - 1 | Cipolletti              |

| Almirante Brown         | 0 - 1 | Douglas Haig       |
| Aldosivi                | 3 - 0 | Villa Mitre        |
| Luján de Cuyo           | 3 - 1 | Gimnasia y Esgrima |
| Independiente Rivadavia | 2 - 1 | Juventud Unida     |
| Cipolletti              | 2 - 1 | Guillermo Brown    |

| Almirante Brown         | 0 - 1 | Guillermo Brown    |
| Aldosivi                | 2 - 1 | Douglas Haig       |
| Luján de Cuyo           | 4 - 1 | Cipolletti         |
| Independiente Rivadavia | 3 - 0 | Gimnasia y Esgrima |
| Villa Mitre             | 2 - 1 | Juventud Unida     |

| Guillermo Brown    | 3 - 0 | Almirante Brown         |
| Douglas Haig       | 1 - 0 | Aldosivi                |
| Cipolletti         | 3 - 1 | Luján de Cuyo           |
| Gimnasia y Esgrima | 3 - 4 | Independiente Rivadavia |
| Juventud Unida     | 4 - 1 | Villa Mitre             |

| Guillermo Brown    | 2 - 2 | Aldosivi                |
| Douglas Haig       | 2 - 1 | Villa Mitre             |
| Cipolletti         | 3 - 1 | Independiente Rivadavia |
| Gimnasia y Esgrima | 0 - 2 | Juventud Unida          |
| Luján de Cuyo      | 6 - 1 | Almirante Brown         |

| Aldosivi                | 1 - 1 | Guillermo Brown    |
| Villa Mitre             | 2 - 1 | Douglas Haig       |
| Independiente Rivadavia | 3 - 0 | Cipolletti         |
| Juventud Unida          | 0 - 2 | Gimnasia y Esgrima |
| Almirante Brown         | 0 - 1 | Luján de Cuyo      |

#### Zonas Centro y Norte
| Equipo              | Pts | PJ | PG | PE | PP | GF | GC | Dif |
| ------------------- | --- | -- | -- | -- | -- | -- | -- | --- |
| Racing (C)          | 20  | 10 | 6  | 2  | 2  | 18 | 9  | 9   |
| General Paz Juniors | 13  | 10 | 4  | 1  | 5  | 16 | 17 | -1  |
| 13 de Junio         | 12  | 10 | 3  | 3  | 4  | 11 | 19 | -8  |
| Unión (S)           | 11  | 10 | 3  | 2  | 5  | 12 | 19 | -7  |
| Ben Hur             | 9   | 10 | 2  | 3  | 5  | 10 | 13 | -3  |

| Equipo              | Pts | PJ | PG | PE | PP | GF | GC | Dif |
| ------------------- | --- | -- | -- | -- | -- | -- | -- | --- |
| Atlético (T)        | 18  | 10 | 5  | 3  | 2  | 16 | 10 | 6   |
| Talleres (P)        | 18  | 10 | 5  | 3  | 2  | 14 | 11 | 3   |
| Ñuñorco             | 13  | 10 | 3  | 4  | 3  | 17 | 15 | 2   |
| La Florida          | 13  | 10 | 3  | 4  | 3  | 13 | 11 | 2   |
| Gimnasia y Tiro (S) | 8   | 10 | 1  | 5  | 4  | 16 | 19 | -3  |

| Clasificado para la próxima fase |

| Grupo Zona Centro |
| Grupo Zona Norte  |
| Interzonal        |

| Ben Hur          | 0 - 0 | 13 de Junio     |
| General Paz Jrs. | 1 - 2 | Racing          |
| Atlético         | 2 - 1 | La Florida      |
| Talleres         | 1 - 1 | Ñuñorco         |
| Unión            | 2 - 2 | Gimnasia y Tiro |

| 13 de Junio     | 1 - 0 | Ben Hur          |
| Racing          | 2 - 1 | General Paz Jrs. |
| Ñuñorco         | 3 - 0 | Talleres         |
| La Florida      | 0 - 0 | Atlético         |
| Gimnasia y Tiro | 6 - 1 | Unión            |

| 13 de Junio | 2 - 1 | General Paz Jrs. |
| Racing      | 1 - 0 | Unión            |
| Ñuñorco     | 1 - 1 | Atlético         |
| La Florida  | 1 - 1 | Gimnasia y Tiro  |
| Ben Hur     | 2 - 2 | Talleres         |

| General Paz Jrs. | 5 - 1 | 13 de Junio |
| Unión            | 1 - 0 | Racing      |
| Atlético         | 4 - 2 | Ñuñorco     |
| Gimnasia y Tiro  | 0 - 3 | La Florida  |
| Talleres         | 2 - 1 | Ben Hur     |

| Unión            | 1 - 1 | 13 de Junio |
| General Paz Jrs. | 2 - 0 | Ben Hur     |
| Atlético         | 1 - 0 | Talleres    |
| Gimnasia y Tiro  | 2 - 2 | Ñuñorco     |
| La Florida       | 1 - 2 | Racing      |

| 13 de Junio | 2 - 0 | Unión            |
| Ben Hur     | 1 - 1 | General Paz Jrs. |
| Ñuñorco     | 1 - 1 | Gimnasia y Tiro  |
| Talleres    | 1 - 0 | Atlético         |
| Racing      | 1 - 1 | La Florida       |

| 13 de Junio      | 2 - 2 | Racing          |
| Ben Hur          | 3 - 0 | Unión           |
| Ñuñorco          | 2 - 3 | La Florida      |
| Talleres         | 2 - 1 | Gimnasia y Tiro |
| General Paz Jrs. | 1 - 0 | Atlético        |

| Racing          | 5 - 0 | 13 de Junio      |
| Unión           | 2 - 1 | Ben Hur          |
| La Florida      | 1 - 0 | Ñuñorco          |
| Gimnasia y Tiro | 0 - 3 | Talleres         |
| Atlético        | 4 - 1 | General Paz Jrs. |

| Unión           | 3 - 0 | General Paz Jrs. |
| Racing          | 2 - 0 | Ben Hur          |
| La Florida      | 0 - 0 | Talleres         |
| Gimnasia y Tiro | 1 - 2 | Atlético         |
| 13 de Junio     | 1 - 2 | Ñuñorco          |

| Ben hur          | 2 - 1 | Racing          |
| General Paz Jrs. | 3 - 2 | Unión           |
| Atlético         | 2 - 2 | Gimnasia y Tiro |
| Talleres         | 3 - 2 | La Florida      |
| Ñuñorco          | 3 - 1 | 13 de Junio     |

### Segunda fase
|  | Cuartos de final     | Cuartos de final | Cuartos de final |   |                  | Semifinales   | Semifinales   | Semifinales   |  |  | Final        | Final        | Final        |
|  | 2/11 y 9/11          | 2/11 y 9/11      | 2/11 y 9/11      |   |                  | 16/11 y 23/11 | 16/11 y 23/11 | 16/11 y 23/11 |  |  | 30/11 y 7/12 | 30/11 y 7/12 | 30/11 y 7/12 |
|  |                      |                  |                  |   |                  |               |               |               |  |  |              |              |              |
|  | Aldosivi             | 2                | 1                |   |                  |               |               |               |  |  |              |              |              |
|  | Luján de Cuyo        | 1                | 1                |   |                  |               |               |               |  |  |              |              |              |
|  | Luján de Cuyo        | 1                | 1                |   | Aldosivi         | 0             | 2             |               |  |  |              |              |              |
|  |                      |                  |                  |   | Aldosivi         | 0             | 2             |               |  |  |              |              |              |
|  |                      | Cipolletti       | 1                | 2 |                  |               |               |               |  |  |              |              |              |
|  | Cipolletti (p)       | Cipolletti       | 1                | 2 | 2                | 2 (5)         |               |               |  |  |              |              |              |
|  | Cipolletti (p)       |                  |                  |   | 2                | 2 (5)         |               |               |  |  |              |              |              |
|  | Villa Mitre          | 1                | 3 (3)            |   |                  |               |               |               |  |  |              |              |              |
|  |                      |                  |                  |   |                  |               |               |               |  |  | Cipolletti   | 3            | 0            |
|  |                      |                  | Racing (C)       | 1 | 3                |               |               |               |  |  |              |              |              |
|  | General Paz Jrs. (p) | 3                | 0 (6)            |   |                  |               |               |               |  |  |              |              |              |
|  | Atlético Tucumán     | 2                | 1 (5)            |   |                  |               |               |               |  |  |              |              |              |
|  | Atlético Tucumán     | 2                | 1 (5)            |   | General Paz Jrs. | 0             | 0             |               |  |  |              |              |              |
|  |                      |                  |                  |   | General Paz Jrs. | 0             | 0             |               |  |  |              |              |              |
|  |                      | Racing (C)       | 0                | 2 |                  |               |               |               |  |  |              |              |              |
|  | Talleres (P)         | Racing (C)       | 0                | 2 | 0                | 2             |               |               |  |  |              |              |              |
|  | Talleres (P)         |                  |                  |   | 0                | 2             |               |               |  |  |              |              |              |
|  | Racing (C)           | 1                | 2                |   |                  |               |               |               |  |  |              |              |              |

Club Atlético Racing de Córdoba se consagró campeón del Torneo Apertura.

## Torneo Clausura

### Primera fase

#### Zonas Sur y Cuyo
| Equipo          | Pts | PJ | PG | PE | PP | GF | GC | Dif |
| --------------- | --- | -- | -- | -- | -- | -- | -- | --- |
| Aldosivi        | 23  | 10 | 7  | 2  | 1  | 16 | 5  | 11  |
| Douglas Haig    | 22  | 10 | 6  | 4  | 0  | 14 | 3  | 11  |
| Guillermo Brown | 15  | 10 | 4  | 3  | 3  | 10 | 7  | 3   |
| Villa Mitre     | 9   | 10 | 3  | 0  | 7  | 8  | 14 | -6  |
| Almirante Brown | 0   | 10 | 0  | 0  | 10 | 5  | 24 | -19 |

| Equipo                  | Pts | PJ | PG | PE | PP | GF | GC | Dif |
| ----------------------- | --- | -- | -- | -- | -- | -- | -- | --- |
| Luján de Cuyo           | 18  | 10 | 5  | 3  | 2  | 7  | 5  | 2   |
| Cipolletti              | 17  | 10 | 5  | 2  | 3  | 15 | 11 | 4   |
| Juventud Unida          | 16  | 10 | 4  | 4  | 2  | 12 | 8  | 4   |
| Independiente Rivadavia | 13  | 10 | 4  | 1  | 5  | 14 | 14 | 0   |
| Gimnasia y Esgrima      | 9   | 10 | 2  | 3  | 5  | 6  | 16 | -10 |

| Clasificado para la próxima fase |

| Grupo Zona Sur  |
| Grupo Zona Cuyo |
| Interzonal      |

| Guillermo Brown    | 1 - 0 | Villa Mitre             |
| Almirante Brown    | 0 - 3 | Aldosivi                |
| Luján de Cuyo      | 1 - 1 | Independiente Rivadavia |
| Cipolletti         | 2 - 2 | Juventud Unida          |
| Gimnasia y Esgrima | 1 - 1 | Douglas Haig            |

| Villa Mitre             | 0 - 2 | Guillermo Brown    |
| Aldosivi                | 3 - 1 | Almirante Brown    |
| Independiente Rivadavia | 1 - 0 | Luján de Cuyo      |
| Juventud Unida          | 0 - 0 | Cipolletti         |
| Douglas Haig            | 1 - 0 | Gimnasia y Esgrima |

| Douglas Haig       | 0 - 0 | Guillermo Brown         |
| Villa Mitre        | 2 - 0 | Almirante Brown         |
| Juventud Unida     | 0 - 0 | Luján de Cuyo           |
| Gimnasia y Esgrima | 3 - 1 | Cipolletti              |
| Aldosivi           | 1 - 0 | Independiente Rivadavia |

| Almirante Brown         | 1 - 2 | Villa Mitre        |
| Guillermo Brown         | 0 - 0 | Douglas Haig       |
| Luján de Cuyo           | 1 - 0 | Juventud Unida     |
| Cipolletti              | 3 - 0 | Gimnasia y Esgrima |
| Independiente Rivadavia | 1 - 3 | Aldosivi           |

| Aldosivi                | 1 - 0 | Villa Mitre        |
| Almirante Brown         | 0 - 4 | Douglas Haig       |
| Luján de Cuyo           | 2 - 1 | Gimnasia y Esgrima |
| Independiente Rivadavia | 1 - 2 | Juventud Unida     |
| Cipolletti              | 1 - 0 | Guillermo Brown    |

| Villa Mitre        | 1 - 2 | Aldosivi                |
| Douglas Haig       | 1 - 0 | Almirante Brown         |
| Gimnasia y Esgrima | 0 - 0 | Luján de Cuyo           |
| Juventud Unida     | 2 - 1 | Independiente Rivadavia |
| Guillermo Brown    | 0 - 1 | Cipolletti              |

| Douglas Haig       | 2 - 1 | Aldosivi                |
| Guillermo Brown    | 3 - 0 | Almirante Brown         |
| Gimnasia y Esgrima | 0 - 3 | Independiente Rivadavia |
| Cipolletti         | 2 - 0 | Luján de Cuyo           |
| Juventud Unida     | 1 - 0 | Villa Mitre             |

| Almirant Brown          | 3 - 4 | Guillermo Brown    |
| Aldosivi                | 0 - 0 | Douglas Haig       |
| Independiente Rivadavia | 1 - 0 | Gimnasia y Esgrima |
| Luján de Cuyo           | 1 - 0 | Cipolletti         |
| Villa Mitre             | 2 - 1 | Juventud Unida     |

| Villa Mitre             | 1 - 3 | Douglas Haig       |
| Aldosivi                | 2 - 0 | Guillermo Brown    |
| Independiente Rivadavia | 3 - 1 | Cipolletti         |
| Juventud Unida          | 4 - 1 | Gimnasia y Esgrima |
| Almirante Brown         | 0 - 1 | Luján de Cuyo      |

| Douglas Haig       | 2 - 0 | Villa Mitre             |
| Guillermo Brown    | 0 - 0 | Aldosivi                |
| Gimnasia y Esgrima | 0 - 0 | Juventud Unida          |
| Cipolletti         | 4 - 2 | Independiente Rivadavia |
| Luján de Cuyo      | 1 - 0 | Almirante Brown         |

#### Zonas Centro y Norte
| Equipo              | Pts | PJ | PG | PE | PP | GF | GC | Dif |
| ------------------- | --- | -- | -- | -- | -- | -- | -- | --- |
| General Paz Juniors | 19  | 10 | 6  | 1  | 3  | 17 | 11 | 6   |
| Ben Hur             | 18  | 10 | 5  | 3  | 2  | 14 | 8  | 6   |
| Unión (S)           | 14  | 10 | 4  | 2  | 4  | 14 | 14 | 0   |
| Racing (C)          | 13  | 10 | 3  | 4  | 3  | 13 | 11 | 2   |
| 13 de Junio         | 8   | 10 | 2  | 2  | 6  | 7  | 18 | -11 |

| Equipo          | Pts | PJ | PG | PE | PP | GF | GC | Dif |
| --------------- | --- | -- | -- | -- | -- | -- | -- | --- |
| La Florida      | 20  | 10 | 6  | 2  | 2  | 13 | 9  | 4   |
| Atlético (T)    | 15  | 10 | 4  | 3  | 3  | 15 | 10 | 5   |
| Gimnasia y Tiro | 11  | 10 | 2  | 5  | 3  | 9  | 11 | -2  |
| Ñuñorco         | 8   | 10 | 1  | 5  | 4  | 8  | 13 | -5  |
| Talleres        | 8   | 10 | 1  | 5  | 4  | 7  | 12 | -5  |

| Clasificado para la próxima fase |

| Grupo Zona Centro |
| Grupo Zona Norte  |
| Interzonal        |

| 13 de Junio     | 0 - 1 | Ben Hur          |
| Racing          | 1 - 1 | General Paz Jrs. |
| La Florida      | 1 - 0 | Atlético         |
| Ñuñorco         | 1 - 0 | Talleres         |
| Gimnasia y Tiro | 1 - 1 | Unión            |

| Ben Hur          | 3 - 0 | 13 de Junio     |
| General Paz Jrs. | 1 - 0 | Racing          |
| Talleres         | 0 - 0 | Ñuñorco         |
| Atlético         | 2 - 0 | La Florida      |
| Unión            | 2 - 1 | Gimnasia y Tiro |

| General Paz Jrs. | 4 - 0 | 13 de Junio |
| Unión            | 0 - 1 | Racing      |
| Gimnasia y Tiro  | 0 - 2 | La Florida  |
| Atlético         | 4 - 1 | Ñuñorco     |
| Talleres         | 0 - 3 | Ben Hur     |

| 13 de Junio | 2 - 0 | General Paz Jrs. |
| Racing      | 4 - 1 | Unión            |
| Ñuñorco     | 1 - 1 | Atlético         |
| La Florida  | 1 - 0 | Gimnasia y Tiro  |
| Ben Hur     | 0 - 0 | Talleres         |

| 13 de Junio | 0 - 2 | Unión            |
| Ben Hur     | 1 - 0 | General Paz Jrs. |
| Ñuñorco     | 1 - 1 | Gimnasia y Tiro  |
| Talleres    | 1 - 1 | Atlético         |
| Racing      | 1 - 1 | La Florida       |

| Unión            | 4 - 1 | 13 de Junio |
| General Paz Jrs. | 2 - 1 | Ben Hur     |
| Gimnasia y Tiro  | 1 - 0 | Ñuñorco     |
| Atlético         | 1 - 0 | Talleres    |
| La Florida       | 2 - 1 | Racing      |

| Racing          | 2 - 1 | 13 de Junio      |
| Unión           | 2 - 0 | Ben Hur          |
| Gimnasia y Tiro | 1 - 1 | Talleres         |
| La Florida      | 2 - 2 | Ñuñorco          |
| Atlético        | 2 - 0 | General Paz Jrs. |

| 13 de Junio      | 0 - 0 | Racing          |
| Ben Hur          | 1 - 1 | Unión           |
| Talleres         | 2 - 2 | Gimnasia y Tiro |
| Ñuñorco          | 0 - 1 | La Florida      |
| General Paz Jrs. | 4 - 3 | Atlético        |

| Ben Hur          | 1 - 1 | Racing          |
| General Paz Jrs. | 2 - 0 | Unión           |
| Talleres         | 3 - 1 | La Florida      |
| Atlético         | 1 - 1 | Gimnasia y Tiro |
| Ñuñorco          | 1 - 1 | 13 de Junio     |

| Unión           | 1 - 3 | General Paz Jrs. |
| Racing          | 2 - 3 | Ben Hur          |
| Gimnasia y Tiro | 1 - 0 | Atlético         |
| La Florida      | 2 - 0 | Talleres         |
| 13 de Junio     | 2 - 1 | Ñuñorco          |

### Segunda fase
|  | Cuartos de final | Cuartos de final | Cuartos de final |   |              | Semifinales | Semifinales | Semifinales |  |  | Final        | Final       | Final       |
|  | 11/4 y 18/4      | 11/4 y 18/4      | 11/4 y 18/4      |   |              | 25/4 y 3/5  | 25/4 y 3/5  | 25/4 y 3/5  |  |  | 11/5 y 18/5  | 11/5 y 18/5 | 11/5 y 18/5 |
|  |                  |                  |                  |   |              |             |             |             |  |  |              |             |             |
|  | Douglas Haig     | 3                | 3                |   |              |             |             |             |  |  |              |             |             |
|  | Luján de Cuyo    | 0                | 1                |   |              |             |             |             |  |  |              |             |             |
|  | Luján de Cuyo    | 0                | 1                |   | Douglas Haig | 2           | 0           |             |  |  |              |             |             |
|  |                  |                  |                  |   | Douglas Haig | 2           | 0           |             |  |  |              |             |             |
|  |                  | Aldosivi         | 0                | 1 |              |             |             |             |  |  |              |             |             |
|  | Cipolletti       | Aldosivi         | 0                | 1 | 3            | 1 (6)       |             |             |  |  |              |             |             |
|  | Cipolletti       |                  |                  |   | 3            | 1 (6)       |             |             |  |  |              |             |             |
|  | Aldosivi (p)     | 1                | 3 (7)            |   |              |             |             |             |  |  |              |             |             |
|  |                  |                  |                  |   |              |             |             |             |  |  | Douglas Haig | 1           | 1           |
|  |                  |                  | Atlético Tucumán | 2 | 1            |             |             |             |  |  |              |             |             |
|  | Ben Hur          | 2                | 0                |   |              |             |             |             |  |  |              |             |             |
|  | La Florida       | 1                | 2                |   |              |             |             |             |  |  |              |             |             |
|  | La Florida       | 1                | 2                |   | La Florida   | 2           | 1           |             |  |  |              |             |             |
|  |                  |                  |                  |   | La Florida   | 2           | 1           |             |  |  |              |             |             |
|  |                  | Atlético Tucumán | 3                | 1 |              |             |             |             |  |  |              |             |             |
|  | Atlético Tucumán | Atlético Tucumán | 3                | 1 | 1            | 2           |             |             |  |  |              |             |             |
|  | Atlético Tucumán |                  |                  |   | 1            | 2           |             |             |  |  |              |             |             |
|  | General Paz Jrs. | 0                | 0                |   |              |             |             |             |  |  |              |             |             |

Club Atlético Tucumán se consagró campeón del Torneo Clausura.

## Tabla general
| Pos | Equipo                       | Provincia    | Pts | PJ | PG | PE | PP | GF | GC | Dif |
| --- | ---------------------------- | ------------ | --- | -- | -- | -- | -- | -- | -- | --- |
| 1   | Aldosivi                     | Buenos Aires | 41  | 20 | 12 | 5  | 3  | 35 | 15 | 20  |
| 2   | Luján de Cuyo                | Mendoza      | 39  | 20 | 11 | 6  | 3  | 31 | 16 | 15  |
| 3   | Douglas Haig (P)             | Buenos Aires | 39  | 20 | 11 | 6  | 3  | 25 | 11 | 14  |
| 4   | Cipolletti                   | Río Negro    | 35  | 20 | 10 | 5  | 5  | 31 | 26 | 5   |
| 5   | Atlético                     | Tucumán      | 33  | 20 | 9  | 6  | 5  | 31 | 20 | 11  |
| 6   | Racing                       | Córdoba      | 33  | 20 | 9  | 6  | 5  | 31 | 20 | 11  |
| 7   | La Florida                   | Tucumán      | 33  | 20 | 9  | 6  | 5  | 26 | 20 | 6   |
| 8   | General Paz Juniors          | Córdoba      | 32  | 20 | 10 | 2  | 8  | 33 | 28 | 5   |
| 9   | Independiente Rivadavia      | Mendoza      | 28  | 20 | 8  | 4  | 8  | 32 | 28 | 4   |
| 10  | Villa Mitre (BB)             | Buenos Aires | 27  | 20 | 9  | 1  | 10 | 27 | 28 | -1  |
| 11  | Ben Hur                      | Santa Fe     | 26  | 20 | 7  | 6  | 7  | 24 | 21 | 3   |
| 12  | Juventud Unida Universitario | San Luis     | 26  | 20 | 6  | 8  | 6  | 26 | 24 | 2   |
| 13  | Talleres (P)                 | Jujuy        | 25  | 20 | 6  | 8  | 6  | 21 | 23 | -2  |
| 14  | Guillermo Brown (PM)         | Chubut       | 25  | 20 | 6  | 7  | 7  | 21 | 21 | 0   |
| 15  | Unión (S)                    | Santa Fe     | 25  | 20 | 7  | 4  | 9  | 26 | 33 | -7  |
| 16  | Ñuñorco                      | Tucumán      | 21  | 20 | 4  | 9  | 7  | 25 | 28 | -3  |
| 17  | 13 de Junio                  | Formosa      | 20  | 20 | 5  | 5  | 10 | 18 | 37 | -19 |
| 18  | Gimnasia y Tiro              | Salta        | 19  | 20 | 3  | 10 | 7  | 25 | 30 | -5  |
| 19  | Gimnasia y Esgrima           | Mendoza      | 12  | 20 | 3  | 6  | 11 | 18 | 33 | -15 |
| 20  | Almirante Brown (A)          | Buenos Aires | 0   | 20 | 0  | 0  | 20 | 7  | 51 | -44 |

## Final
Las finales del torneo tuvieron lugar los días 23 de mayo y 30 de mayo, donde se enfrentaron los dos campeones de la temporada, consagrando como campeón a Racing de Córdoba, quien logró el ascenso directo a la B Nacional 04/05 , mientras que Atlético de Tucumán, el subcampeón, debió disputar una promoción contra un equipo de la B Nacional 03/04.
| Club Atlético Tucumán                               | 1 - 1 | Club Atlético Racing (C) | Monumental José Fierro | 23 de mayo de 2004 |
| Club Atlético Racing (C)                            | 3 - 2 | Club Atlético Tucumán    | Miguel Sancho          | 30 de mayo de 2004 |
| Racing (C) se consagró campeón con un global de 4-3 |       |                          |                        |                    |

## Promociones

### Torneo Argentino A vs B Nacional
| Club Atlético Tucumán                                          | 0 - 1 | Comisión de Actividades Infantiles | Monumental José Fierro          | 13 de junio de 2004 |
| Comisión de Actividades Infantiles                             | 0 - 1 | Club Atlético Tucumán              | Municipal de Comodoro Rivadavia | 20 de junio de 2004 |
| C.A.I. conservó la categoría gracias a la "ventaja deportiva". |       |                                    |                                 |                     |

### Torneo Argentino A vs Torneo Argentino B
| Rosario Puerto Belgrano (Punta Alta)                                       | 3 - 0 | 13 de Junio                          | El Coloso de Cemento | 13 de junio de 2004 |
| 13 de Junio                                                                | 1 - 0 | Rosario Puerto Belgrano (Punta Alta) | Pirané               | 20 de junio de 2004 |
| Rosario Puerto Belgrano (Punta Alta) asciende al TAA con un global de 3-1. |       |                                      |                      |                     |

| Alumni (Villa María)                                        | 1 - 1 | Gimnasia y Tiro      | Plaza Ocampo         | 13 de junio de 2004 |
| Gimnasia y Tiro                                             | 2 - 1 | Alumni (Villa María) | El Gigante del Norte | 20 de junio de 2004 |
| Gimnasia y Tiro conservó la categoría con un global de 3-2. |       |                      |                      |                     |